# Alvania sandersoni
Alvania sandersoni är en snäckart som beskrevs av Addison Emery Verrill 1884. Alvania sandersoni ingår i släktet Alvania och familjen Rissoidae. Inga underarter finns listade i Catalogue of Life.